# A Moment to Remember
A Moment to Remember este un film sud-coreean regizat de Lee Jae-han în anul 2004.

## Rezumat

### Întâlnirile și căsătoria
Împărțit în patru segmente, A Moment to Remember urmărește tema descoperirii într-o relație și a pierderilor cauzate de boala tragică Alzheimer.
Primul segment al filmului, pus în scenă în stil comedie romantică, introduce protagoniști, o tânără designer vestimentar, Su-Jin, și un maistru constructor (mai degrabă salahor) - Cheol-Su - aspirant la arhitectură. Filmul evidențiază întâlnirirea lor accidentală într-un magazin după ce eroina s-a văzut dezamăgită în dragoste. Fostul ei iubit, Young-min (coleg de serviciu), care era căsătorit, nu a mai dorit să continuie relația, deși l-a așteptat în gară spre a începe o nouă viață. 
Deși nci măcar nu fac cunoștință, Su-jin o să mai întâlnească pe Cheol-Su pe șantierul tatălui său, însă nici atunci cei doi nu-și vorbesc. 
Intriga o constutie faptul că un coleg al ei avea nevoie de un maistru pe un zugrăvi un apartament și ea astfel se oferă să îl ajute apelând la tatăl său. Așadar ce doi se reîntâlnesc și încep relația, din care se pot observa stângăciile lui Cheol-su, chiar și atunci când este admis la arhitectură.
Deși tatăl ei nu admite relația din pricina că era doar un salahor, acesta se vede învins de căderea psihică a ficei sale.
Al doilea segment prezintă viața lor împreună ca soț și soție. Su-Jin învață să fie o gospodină, iar soțul ei să aibă grijă de ea. Dar, așa cum segmentul progresează, Su-Jin începe să uite diverse lucruri, inclusiv că are loc un incident - un incendiu provocat de un aragaz uitat. Apar primele semne ale bolii, Su-jin uitând chiar și drumul spre casă sau dacă mobila bucătăriei este nouă deși Cheol-Su o schimbase doar de câteva ore.

### Su-jin se îmbolnăvește
Al treilea segment implică evoluția bolii Alzheimer și răspunsul cuplului la aflarea veștii. Su Jin se simte împovărată că își va uita până și soțul și la început îi ascunde acestuia adevărul. În ciuda bolii, ei fac promisiunea de a rămâne împreună, și pe măsură ce boala progresează, încercările cresc. Cu toate acestea Cheol-Su nu renunță la marea sa dragoste, nici atunci când Su-jin îi spune: "Young-min! Te iubesc!". Se simte măcinat, distrus, dar nu acceptă să divorțeze deși tatăl consideră că Su-jin trebuie să fie responsabilitatea familiei.
Segmentul al patrulea o prezintă pe Su-jin în stadiul final al bolii. Regizorul zugrăvește excepțional scena în care Su-jin privește ca o străină propria casă. Vede poze, bilete, tutoriale, precum cel de citit ceasul, însă nimic nu-i stârnește vreo amintire. Se oprește în dreptul uneltelor de lucru din vremea când Cheol-Su era salahor. Își amintește de momentul în care s-au întâlnit și hotărăște să plece departe de cei dragi într-un loc destinat bolnavilor de Alzheimer.
 Totuși, înainte de aceasta, lasă o scrisoare incredibil de emoționantă către iubirea vieții sale, Cheol-su, cerându-și iertare și împărtășindu-și cele mai sincere gânduri. 

### Scrisoarea
...Îmi pare rău! Îmi pare atât de rău! Niciodată nu am vrut să-ti rănesc sufletul. 
Dumnezeule, ce am făcut? O să plângi acum? Nu vreau să te văd plângând sau suferind.

Am vrut să te fac fericit. Dar tot ceea ce am făcut ți-a adus mai multă tristețe. 

Chul-soo! Dragostea mea, Chul-soo. Nu mă înțelege greșit. Te iubesc doar pe tine. Mă gândesc doar la tine.
Îmi amintesc doar de tine. Cât de mult mi-aș dori să-mi deschid sufletul pentru tine!

Există vreo posibilitate să fac asta astfel încât să-mi mai amintesc de ea? Inima îmi bate atât de repede!

Eu, Kim Su-jin, îl iubesc numai pe Cheol Chul-su. Nu vreau să uit asta! Nu trebuie! 

Poți vedea asta?Îmi poți simți sufletul?
Mi-e atât de teamă că-mi pierd din nou memoria...înainte de a-ți putea spune tot ceea ce trebuie să-ți spun...

Te iubesc! Și îmi pare rău.

Te-am întâlnit pentru că eram cu capul în nori. Te părăsesc pentru că sunt cu capul în nori.

Ai fost cel mai bun lucru care mi s-a întâmplat vreodată. Îi sunt recunoscătoare lui Dumnezeu pentru că te-a scos în calea mea.

Nu trebuie să-mi amintesc de tine. Tu ești o parte din mine. Zâmbesc, râd, mă simt exact ca tine.

E posibil să te uit, însă nimic nu te poate scoate din trupul meu.
Deși nu mi-ai spus niciodată că mă iubești... știu, în adâncul inimii mele, că tu mă iubești.

Iartă-mă pentru că te părăsesc.

Te rog...
Pentru ultima dată, am să-ți cer o favoare. Te rog, du-te să-l vezi pe tatăl meu!

### Vizita lui Cheol Su
În momentele de luciditate, Su-jin scrie o scrisoare către Cheol-Su în care îi cere să nu se mai gâandească la ea și să înceapă o nouă viață alături de cineva. Aflând de locația ei, Cheol-Su pornește în călătorie către ea. La vederea ei și la faptul că nu este recunoscut, Cheol-Su izbucnește în lacrimi.
În final Cheol-su reface scena momentului întâlnirii lor la magazin și astfel Su-jin își reamintește totul...
A Moment to Remember este expresia edificatoare a tragicii boli Alzheimer... o boală care ucide vise.